# Christina Reinhardt
Christina Reinhardt (* 20. Juli 1968 in Leinfelden) ist Universitätskanzlerin an der Ruhr-Universität Bochum, Mitglied der Sprechergruppe der Kanzlerinnen und Kanzler der Universitäten in Nordrhein-Westfalen. Sie war bis Juni 2025 Mitglied des Präsidiums und des Aufsichtsrats des VfL Bochum.

## Werdegang
Reinhardt studierte von 1989 bis 1993 Geographie, Soziologie und Raumplanung an der Ruhr-Universität Bochum. Anschließend promovierte sie von 1994 bis 1998 am Lehrstuhl für Sozial- und Wirtschaftsgeographie der Ruhr-Universität Bochum bei Heiner Dürr über Konstruktivismus und seine Bedeutung für die empirische Sozialforschung. Sie erhielt in der Zeit ein Promotionsstipendium des Landes NRW. Von 1999 bis 2009 war sie in verschiedenen Funktionen in der Verwaltung der Ruhr-Universität tätig, unter anderem baute sie den Bereich Personalentwicklung auf, war stellvertretende Dezernentin für Organisationsentwicklung- und Personalentwicklung und leitete bis 2009 die Stabsstelle des Rektorats für Interne Fortbildung und Beratung. 
Von 2009 bis 2015 war Reinhardt Kanzlerin der Hochschule Bochum. 2015 wurde sie für eine Amtszeit von 10 Jahren zur ersten Kanzlerin der Ruhr-Universität Bochum gewählt.
Von 2010 bis 2015 war sie im Studiengang Hochschul- und Wissenschaftsmanagement der Hochschule Osnabrück als Lehrbeauftragte tätig. Von 2003 bis 2006 schloss sie eine Ausbildung als Systemischer Beraterin am Institut für systemische Ausbildung Weinheim IF Weinheim ab. 
Von 2022 bis Juni 2025 war Reinhardt Aufsichtsratsvorsitzende des Center for Advanced Internet Studies (CAIS). Sie war von 2015 bis 2023 Vorsitzende des Informationsdienst Wissenschaft. Von 2015 bis 2023 war sie Mitglied des Verwaltungsrats der Akademischen Förderungswerks Bochum.
Sie engagierte sich als Stellvertretende Beiratsvorsitzende der Bochum Perspektive und ist Mitglied des Vorstands in Situation Kunst.
Neben ihrer Funktion als Mitglied der Sprechergruppe der NRW-Kanzler ist Reinhardt Vorsitzende des Arbeitskreises Entbürokratisierung der Kanzlerinnen und Kanzler der Universitäten Deutschlands. Sie ist Mitglied im Vorstand der Digitalen Hochschule NRW und seit September 2024 Mitglied im Präsidium der Univercity e.V.

Am 15. November 2022 wurde sie in der Mitgliederversammlung des VfL Bochum e.V. ins Präsidium gewählt und war seither auch Mitglied des Aufsichtsrats des VfL Bochum 1848 GmbH & Co. KGaA. Bei der Neuwahl des Präsidiums am 14.6.2025 kandidierte sie nicht erneut. 
Reinhardt ist verheiratet und hat drei Kinder.